# Genius法案
《Genius法案》（英語：Genius Act）又稱天才法案，是第119屆美國國會的一項法案。該法案要求聯邦政府建立對數位貨幣的監管框架、明確定義穩定幣的法律地位、要求穩定幣發行方建立 1:1 儲備資產（必須是美元、美債）、實施消費者保護和反洗錢機制等。法案由田納西州聯邦參議員威廉·哈格蒂於2025年5月1日提出，6月17日法案大比數通過參議院，7月17日再度通過眾議院，7月18日總統特朗普正式簽署法案。

## 背景
穩定幣是一種旨在維持恆定價值的加密貨幣，通常與美元1:1掛鉤，加密貨幣交易者通常使用穩定幣在代幣之間轉移資金。近年來，穩定幣的使用量迅速增長，該行業在2024年美國選舉中共花費 1.19 億美元資助支持加密貨幣的國會候選人，以促使穩定幣和加密貨幣的正規化，特朗普也聲稱要把美國打造成「全球加密貨幣之都」。
2025年，時任總統特朗普展開第二任期後，第119屆美國國會陸續推進3項加密貨幣立法，包括《數位資產市場澄清法案》、《反CBDC監控國家法案》和《Genius法案》。美國財政部長斯科特·貝森特稱2028年底前，穩定幣的規模可望衝上2兆美元，甚至可能「大幅超越」此數字。

## 法案表決
2025年3月13日，法案在美國參議院銀行、住房和城市事務委員會審議40個修正案後，委員會中的所有共和黨人和5名民主黨人均支持該法案。
2025年6月17日，法案於參議院大比數通過，其中50名共和黨人、18名民主黨人投下贊成票；26名民主黨人、2名共和黨人、2名無黨席人士投下反對票；1名民主黨人和1名共和黨人棄權。
2025年7月17日，法案在眾議院再次以大比數通過，表決結果為308票贊成、122票反對，其中206名共和黨人和102名民主黨人支持該法案。